# Port lotniczy Thisted
Port lotniczy Thisted (kod IATA: TED, kod ICAO: EKTS) – port lotniczy położony w mieście Thisted, w Danii.